# Røjleskov Sogn
Røjleskov Sogn er et sogn i Middelfart Provsti (Fyens Stift).
Røjleskov Kirke blev opført i 1914. I 1918 blev Strib-Røjleskov Sogn udskilt fra Vejlby Sogn, der hørte til Vends Herred i Odense Amt. Røjleskov blev et kirkedistrikt i Strib Sogn. Vejlby-Strib sognekommune blev inkl. kirkedistriktet indlemmet i Middelfart Kommune ved kommunalreformen i 1970. Da kirkedistrikterne blev nedlagt i 2010, blev Røjleskov Kirkedistrikt udskilt som selvstændigt sogn.
Stednavne, se Strib Sogn.